# Johannes Aquila
Johannes Aquila de Rakerspurga (Johannes Aquila iz Radgone, v slov. strokovni literaturi tudi Janez Akvila), poznogotski mojster stenskih poslikav v Slovenski krajini, Prekmurju in Štajerskem. Delovanje med leti 1377 in 1392  in v 1. desetletju 15. stoletja dokumentirajo podpisi na stenskih slikarijah.

## O slikarju
Iz Radgone/ Radkerburga izvirajoči Johannes Aquila, kakor poroča dokumentarni napis v Martjancih (Johannes Aquila de Rakespurga oriundus) se je najbrž narodil v desetletju pred sredino 14. stoletja.  O njegovem rojstvu, mladosti in učni dobi iz listinskih virov ni znanega ničesar. Kot pravi napis v Martjancih je bil doma iz Radgone/Radkersburga, ime pa kaže na nemški izvor, latinska oblika priimka Aquila (lat. orel)  pa je sinonim za Janeza Evangelista,  njegovega svetniškega zavetnika. Ta okoliščina dopušča različne možnosti interpretacije o njegovem poreklu, pa tudi šolanju v prid tezi, da se je Janez v mladosti šolal v kakem  češko usmerjenem samostanskem skriptoriju ali slikarski delavnici. Kot že izoblikovan slikar je v letih 1377–1378 poslikal župnijsko cerkev sv. Trojice v Veleméru, nedaleč od slovensko-madžarske meje. Zatem je desetletje dolgo snoval za plemiško rodbino Hahót - Bánffy v stari, Marijinemu vnebovzetju posvečeni župnijski cerkvi v Turnišču (nekd. Črnec). Kakovostno in teološko dognano poslikavo v prezbiteriju, z  avtorjevim podpisom in letnico 1383, v ladji pa 1389, odlikujejo razgibane prostorske inscenacije, značilni okrogli, v lirično razpoloženje ujeti obrazni tipi ter voluminozno izoblikovani, v plastična, mehko pregibajoča oblačila zajeti liki ter kažejo na izrazita češka izhodišča, posebej v knjižnem, tabelnem in stenskem slikarstvu 50. in 60. let 14. stoletja (t. i. 'drugi praški slog'). Ok. 1390 je v Pistorjevi hiši/Pistorhaus na Glavnem trgu/Hauptplatz v domači Radgoni/ Radkersburgu izoblikoval slikarije profane vsebine, z legendo o Piramu in Tisbe,Lancelotov turnirski boj  in prizor Obleganja nekega mesta. V Radgoni/Radkerburgu je kmalu po letu 1400 slikal še v mestni župnijski cerkvi Janeza Krstnika. Pomembno mesto v Aquilovem opusu ima poslikava župnijske cerkve sv. Martina v Martjancih, ki jo je skupaj s pomočniki (delavnico) zastavil kmalu po dokončni gradnji leta 1392. V Martjancih se je ob mojstru Aquili Akvili in v njegovi slikarski delavnici, uveljavil neki mlajši sodelavec, Mojster martjanskih apostolov, ki je delavnični likovni značaj obogatil z novimi spodbudami češkega mehkega sloga. Okrog  leta 1400 je nastalo še zadnje doslej ugotovljeno delo mojstra Johannesa Aquilie in delavnice,  poslikava v cerkvi avguštincev eremitov v Fürstenfeldu na avstrijskem Štajerskem. Aquilov opus ima izjemen in srednjeevropsko zavezujoč kulturnozgodovinski pomen.

## Njegova slikarska delavnica in umetnostni slog
Akvilova zapuščina obsega kar nekaj spomenikov, njihovo poslikavo pa ne moremo  pripisati Akvilu samemu -  na delu je bila slikarska delavnica, torej mojster Akvila s svojimi pomočniki. Nenazadnje se to kaže tudi v dokaj različnih pristopih in potezah čopiča. Slogovna izhodišča njegove delavnice lahko iščemo na Štajerskem, ki jo v tem času kar pogosto obiskujejo različne potujoče italijanske delavnice. Pomembno vlogo pa odigrajo tudi aktualne češke novosti praškega slikarskega sloga, ki v 15. stoletju pripeljejo do uveljavitve tako imenovanega mednarodnega gotskega sloga s posebno inačico mehkega gotskega sloga v Srednji Evropi. Slikarjev rokopis odlikujejo razgibane prostorske upodobitve z arhitekturo, značilni okrogli, v lirično razpoloženje ujeti obrazi in v mehko pregibajoča oblačila zajeti liki. Njegove ikonografske in kompozicijske rešitve na freskah pa nam kažejo njegovo navezanost na iluminirane kodekse, ki so nastali v takratnih srednjeveških skriptorijih.
Kar zadeva same tehnike slikanja na steno je Akvila kot prvi v naše kraje prinesel tehniko fresko (fresco), torej slikanje na svež omet. Vse do druge polovice 14. stoletja je na Slovenskem namreč trdo zakoreninjeno slikanje na večkratno pobeljeno podlago (secco), kar ne zagotavlja brezhibnega obstoja poslikave.  Mojster Akvila je ob vsakem novem naročilu skupaj z naročnikom izdelal obseg in vsebino poslikave, ki se je večinoma navezovala na patronat cerkve in želje naročnika. Zasnovane skice so bile predloga za kartonsko sliko, ki jo je mojster zasnoval v merilu 1:1.  Preko te kartonske slike je nato mojster s svojimi pomočniki podobo svetnika prenesel na svež omet s pomočjo vtrtega oglja ali geometrične mreže. Preko tako pripravljene skice na svežem ometu je slikar lahko začel s slikanjem. Barvni pigmenti, ki so jih pri tem uporabljali so bili tako organskega kot anorganskega izvora. Barvni nanos je skupaj z mokrim ometom ob oksidaciji tvoril posebno povrhnico, tako so barve spojene v omet lahko vidne še danes v skorajšnjem prvotnem žaru. Sami poslikavi na svež omet so velikokrat sledili še lazurni nanosi ali predhodno odtiskovanje v omet, tako so na primer poudarili nebeški sij.
	Velikokrat si napačno razlagamo poslikavo sakralnih in posvetnih prostorov in ji pripisujemo le dekorativno vrednost. Poslikave so nastajale s točno določeno vsebino in namenom. V večini primerov so ilustrirale zgodbe iz Svetega pisma in jih tako naredile dostopne vsakomur, ne le tistim, ki so znali brati. Večkrat  pa poslikave nosijo tudi skrit pomen, ki pooseblja idejo Nebeškega Jeruzalema, zadnje sodbe ali celo hvalospev čaščenju družinskih zavetnikov. Prav v Akvilovih delih je preko ikonografije poslikave in obsežnih latinskih napisov moč prepoznati takšne in podobne koncepte poslikave.

## O njegovem opusu
O Akvilu lahko govorimo kot o Evropejcu svojega časa, saj njegova dela srečamo na današnjem štajersko-slovensko-madžarskem mejnem območju. V njegovem času je to Štajerska in srednjeveška madžarska država. Da je deloval na tako širokem področju pa je bilo odvisno predvsem od naročnikov in hkrati mecenov, ki so ga povabili na svojo posest, kjer je ustvarjal po nekaj let.
Ker gre Akvilovi zapuščini pripisati kar nekaj zelo obsegajočih freskarskih ciklov, lahko govorimo tudi o Akvilovem opusu. Ta se časovno razteza skozi celotno zadnjo četrtino 14. stoletja in v začetek 15. stoletja. Njegovo prvo delo so freske v Veleméru, ki so datirane z letom 1377 oz. 1378. Sledi poslikava v Turnišču, ki je nastajala v dveh fazah in je datirana z letoma 1383 in 11389. Poslikave v Martjancih so datirane z letnico 1392.  Akvilove poslikave, ki so nastale na avstrijskem Štajerskem niso dokumentirane z letnicami, glede slogovnih značilnosti pa bi poslikavo v tako imenovani Pistorjevi hiši (Pistorhaus) v Radgoni lahko postavili v leto 1390, fragmente poslikave v avguštinski cerkvi v Fürstenfeldu pa kot zadnje evidentirano Akvilovo delo v čas okoli leta 1400.

## Cerkev Marije pod logom v Turnišču
Turniška cerkev je že vse od nastanka v 11. stoletju pomembno versko središče Dolnjega Prekmurja. Kot pražupnijska cerkev je odigrala pomembno vlogo pri širjenju krščanstva med Slovenci med Muro in Ledavo. Prav zaradi njenega posebnega položaja je bilo mesto Turnišče zgodovinsko pogojeno eno od štirih najpomembnejših trgov v Prekmurju.
Prvotno poznoromansko cerkev iz sredine 13. stoletja so ob koncu 14. stoletja temeljito gotizirali in to tako, da so jo spremenili v prezbiterij, ki so ga križnorebrasto obokali in ga preko šilastega slavoloka povezali z mnogo večjo enoladijsko dvorano. Takoj po gotizaciji okoli leta 1380 pa je s poslikavo cerkve začela delavnica mojstra Janeza Akvile. Odzval se je na povabilo dolnjelendavskih grofov Banfijev, ki so si za svojo plemiško cerkev zamislili posebno poslikavo. Ta poslikava je nastala v dveh zamahih. Prvi je datiran z letnico 1383, ko je bila zaključena poslikava prezbiterija. Akvila s svojimi pomočniki  pri tem sloni na upodobitvi Nebeškega Jeruzalema, ki obsega apostole kot stebre cerkve, angelske zbore, podobe štirih evangelistov (lev, bik, orel in angel) in samega Jezusa. Poleg tega pa se poslikava v prezbiteriju navezuje tudi na patronat cerkve, Marijino življenje.
Vse od zaključka poslikave prezbiterija in do avgusta leta 1389 je trajala poslikava cerkvene ladje. V ladji se prepletajo poslikave v štirih, ponekod petih pasovih na severni, slavoločni in južni steni. Tu je moč srečati legende številnih svetnikov, najzanimivejših pa je 11 prizorov legende sv. Ladislava madžarskega kralja. Kot zanimivost navajam legendo sv. Katarine Aleksandrijske, ki jo je Akvila upodobil na severni steni: »Legenda pravi, da ko se  je cesar Maksimin odpravljal iz Aleksandrije, je ukazal, da morajo vsi, tako bogati kot revni, žrtvovati bogovom bike in ptice. Ko je Katarina, ki je bila kraljevskega rodu, to slišala je žrtvovanje odklonila in sprožila odpor. Cesar jo je poklical na odgovor in Katarina mu je pogumno rekla: Zakaj pogubljaš ljudi s čaščenjem malikov? Nato se je razvnela diskusija o bogovih in Bogu. Cesar si je na vse načine prizadeval, da bi jo uklonil, zato je poklical filozofe in govornike, ki naj bi jo spametovali. Toda Katarina je ostala neomajna in cesar jo je vrgel v ječo, kjer jo je obiskal sam Jezus in kamor ji je golob nosil hrano. Ker tudi ječa ni uklonila Katarine, jo je cesar obsodil na smrt s kolesi. Toda angeli so Katarino rešili in kolesa so strla mnogo cesarskih vojakov. Kljub temu je Katarina znova pristala v ječi, zanjo pa se je po videnem čudežu zavzela sama cesarica. Obe so obglavili, angeli pa so Katarinino telo pokopali na gori Sinaj, kjer je po legendi iz njenega groba priteklo mleko s čudežno zdravilno močjo.« (iz Leto svetnikov)

## Cerkev sv. Martina v Martjancih
Župnija v Martjancih naj bi obstajala že v 13. stoletju. Zdajšnja gotska cerkev obsega enoladijski prostor, kateremu je na zahodno pročelje naslonjen visok zvonik, prezbiterij je križnorebrasto obokan in ga v apsidi zaključujejo tri visoka okna. Ta cerkev je bila zgrajena okoli leta 1390, ko je bil župnik Erazem.
Arhitekturo cerkve odlikujejo zunanji stopnjevani oporniki, parlerijanske konzole v prezbiteriju in kamnoseško izklesan portal v zakristijo.
Po poslikavi turniške cerkve in kleti v Radgoni (bržkone tudi cerkve sv. Janeza Krstnika), je delavnica Janeza Akvile prevzela poslikavo cerkve v Martjancih. Prav v prezbiteriju martjanske cerkve srečamo najbolj pričevalno upodobitev Nebeškega Jeruzalema v naših krajih. Nad dekorativnim pasom se nam razvija legenda sv. Martina, ki v apsidi prehaja v svetniške like. Nad Martinovo legendo se nahajajo apostoli, nad njimi pa v arhitekturi upodobljeni apostoli stare zaveze – preroki. Na obočnih polah imamo upodobljene zbore angelov in simbole štirih evangelistov. Vrhunec na oboku predstavlja Kristusa v slavi in upodobljeno Jagnje božje na sklepniku oboka. Prav v prezbiteriju pa se je Akvila tudi upodobil in sicer kot moškega srednjih let v tipičnem srednjeveškem oblačilu, ob nogah je upodobljen cehovski grb, roke pa ima sklenjene v molitev in drži napisni trak: Vsi svetniki, molite za mene, Janeza Akvilo, slikarja. Ta avtoportret je med najzgodnejšimi evropskimi avtoportreti. Ena od zanimivejših upodobitev  se kaže na notranji strani slavoločne stene kjer imamo upodobljenega sv. Jurija v boju z zmajem. Delavnica je poslikala tudi ladjo, kjer so pa danes zaradi baročnega oboka slikarije slabše vidne.
Za martjanske poslikave lahko povemo, da je do veljave prišel neki Akvilov sodelavec, ki ga imenujemo Mojster martjanskih apostolov. Če primerjamo prve Akvilove spomenike z Martjanci bomo prišli do različnih potez v čopiču in uveljavljanju mednarodnega gotskega sloga, ki ga pri martjanskih apostolih nakazuje izrazita linija S. Vsekakor pa je delo nastalo izpod roke Akvilove delavnice, kar nam dokazuje njegov podpis in avtoportret.